# Malý Bezděz
Der Malý Bezděz (deutsch Neuberg, auch Teufelsberg, 577 m) ist ein Berg nahe dem gleichnamigen Ort Bezděz (Schlossbösig) unweit von Doksy (Hirschberg am See) im Liberecký kraj in Tschechien. Gemeinsam mit dem Bezděz (Bösig) bildet der Berg die markante Doppelformation der Bösige, welche ein Wahrzeichen Nordböhmens darstellt.
Auf dem Berg befinden sich die geringen Reste einer schwedischen Schanze aus dem Dreißigjährigen Krieg. Wegen seines urwaldartigen Buchenbestandes und der wärmeliebenden Flora und Fauna wurde der Berg zusammen mit dem Bezděz 1949 als Nationales Naturreservat unter staatlichen Schutz gestellt.

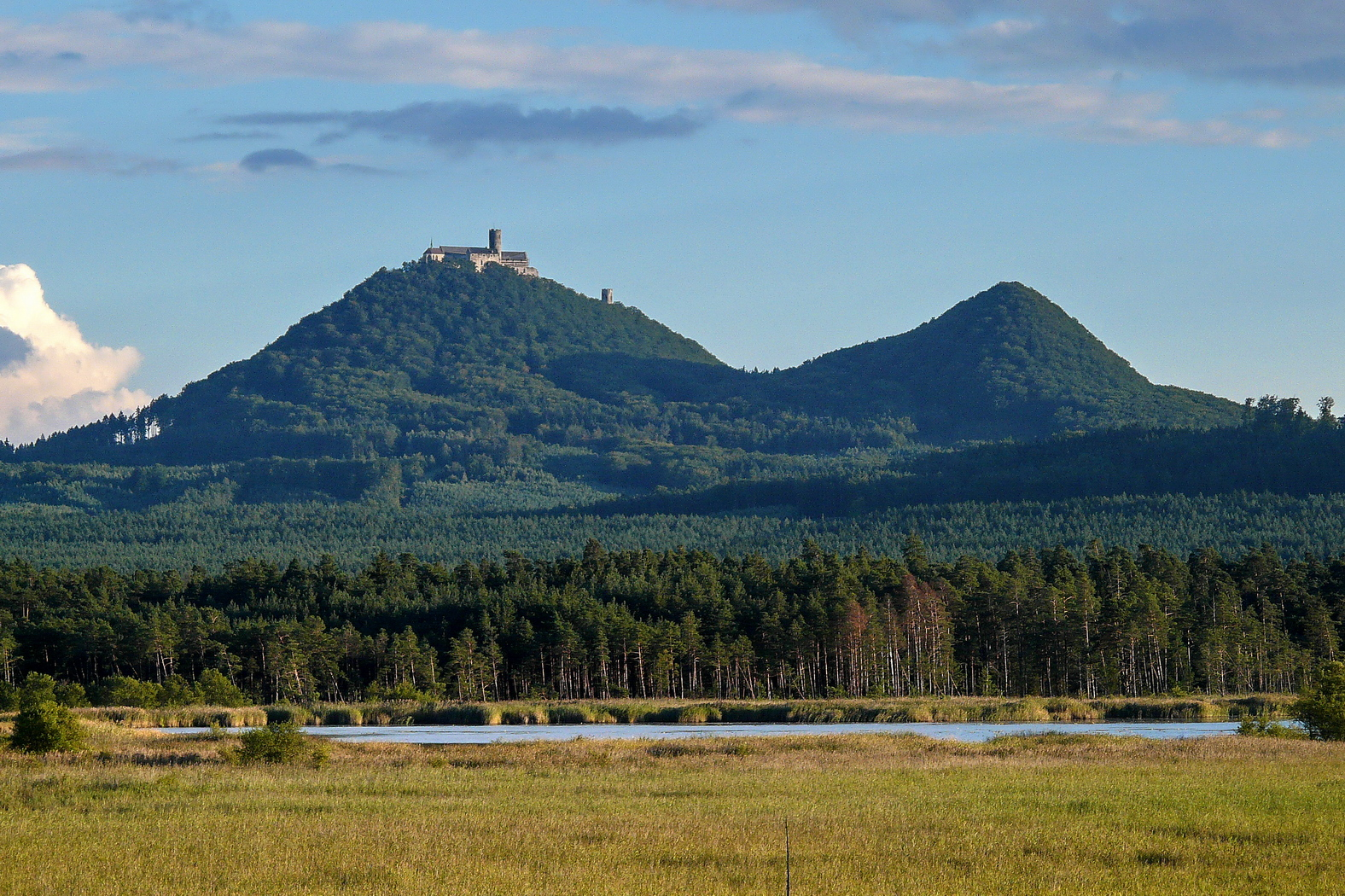
Die Bösige, rechts der Malý Bezděz